# Hunukunda, Bangarapet
Hunukunda là một làng thuộc tehsil Bangarapet, huyện Kolar, bang Karnataka, Ấn Độ.